# Lippo Memmi
Lippo Memmi, vlastním jménem Filippo di Memmo Filipucci (asi 1285 Siena – 1357 Siena), byl italský gotický malíř a architekt toskánského původu, činný v Sieně, Pise, Orvietu a San Gimignanu.

## Život
Vyučil se v Sieně v dílně svého otce Memma di Filipuccia, s nímž v roce 1317 vytvořil pro novostavbu radnice v San Gimignanu monumentální malbu Maestà (Panna Maria trůnící v majestátu pod baldachýnem, jíž se přicházejí poklonit světci). Velmi blízkou kompozici později namaloval Lippův švagr Simone Martini jako fresku do sálu radnice (Palazzo Pubblico) v Sieně. Za freskami cestoval do Pisy, Orvieta a do San Gimignana, kde v kolegiátní bazilice Panny Marie Assumpty v roce 1340 vytvořil cyklus 25 fresek ze života Kristova a kde je archivní zprávou doložen také jako architekt. Malířem byl rovněž Lippův bratr Federigo.

## Dílo
Styl jeho prací navazuje na sienské malíře ducenta (13. století), jako byli Guido da Siena a Duccio. Lippo Memmi patřil k vůdčím malířům raného trecenta (14. století), ovlivnil mnohé tvůrce, nejen toskánské gotické malby. Podle hlavního působiště bývá řazen do Sienské školy. Zabýval se temperovou malbou oltářních desek i freskami. Díky jeho dlouhému životu, píli a souhře šťastných náhod se dochovaly více než tři desítky jeho prací. Autorství některých z nich bylo připsáno teprve v posledních desetiletích stylovým rozborem a chemickou analýzou barev.
Pro kapli sv. Ansana v Sienském dómu namaloval roku 1335 spolu se svým švagrem Simonem Martinim oltářní obraz Zvěstování Panně Marii mezi sv. Ansanem a sv. Markétou, který je nyní vystaven v galerii Uffizi ve Florencii. Z jeho dílny pocházejí ikonograficky cenné náměty oltářních obrazů, které patří k nejstarším v italské gotické malbě a často sloužily jeho vzor: Kojící madona, sedící na koberci v rajské zahradě; dále Madona ochranitelka, která pod svým pláštěm chrání všechny věřící křesťany, a unikátní kompozice Apoteózy filozofa sv. Tomáše Akvinského, která vznikla pro kostel sv. Kateřiny v Pise u příležitosti Tomášova svatořečení, tj. 1323.

## Galerie

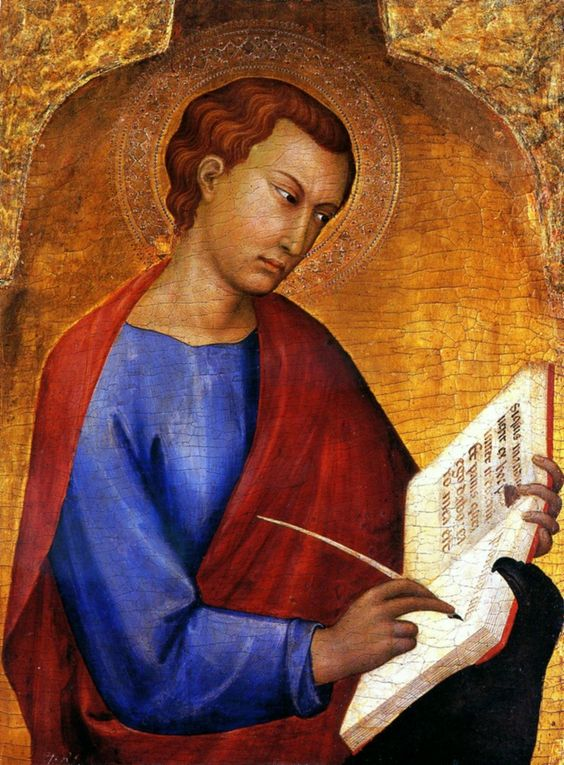
Píšící Jan Evangelista
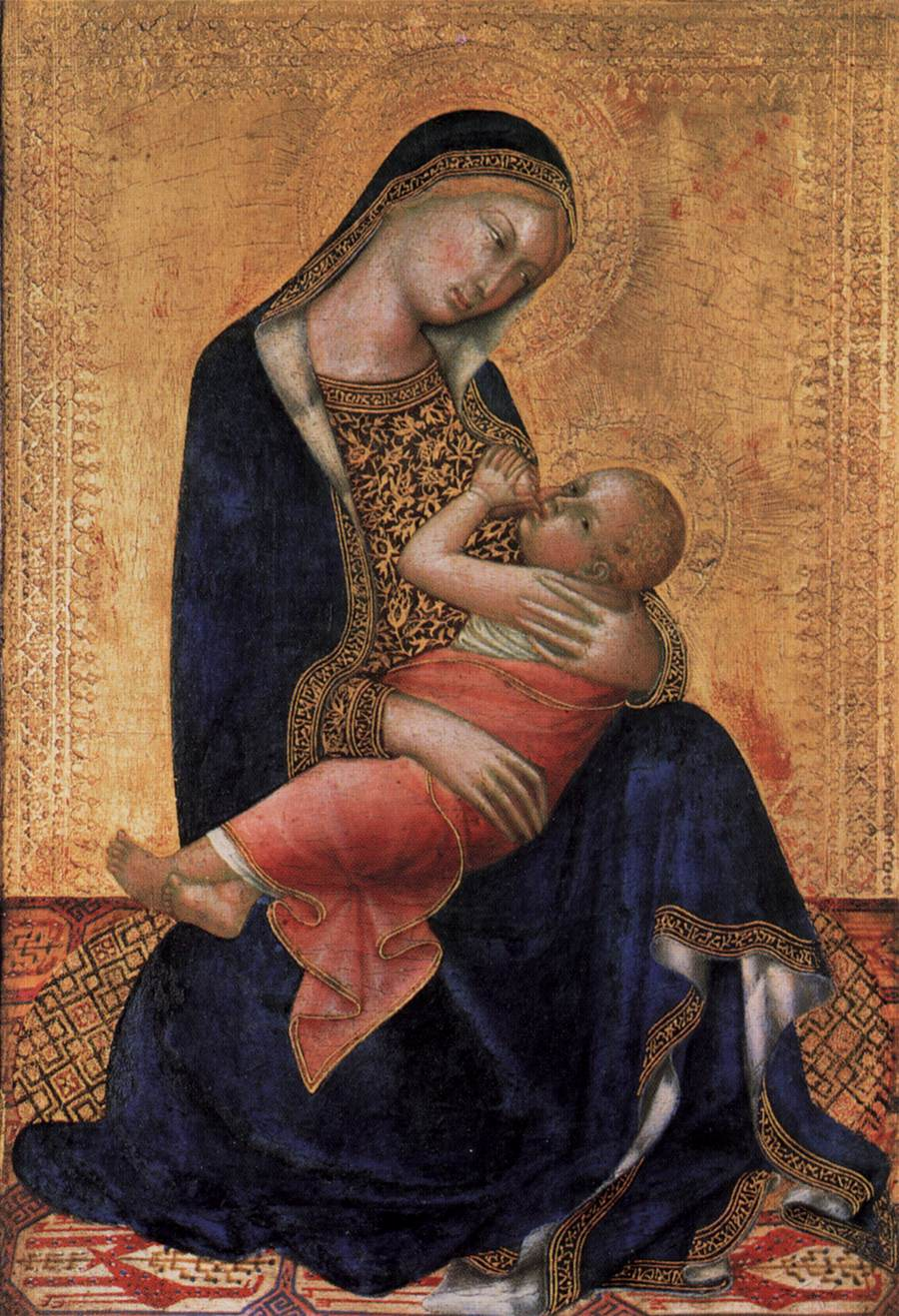
Kojící Panna Marie v rajské zahradě
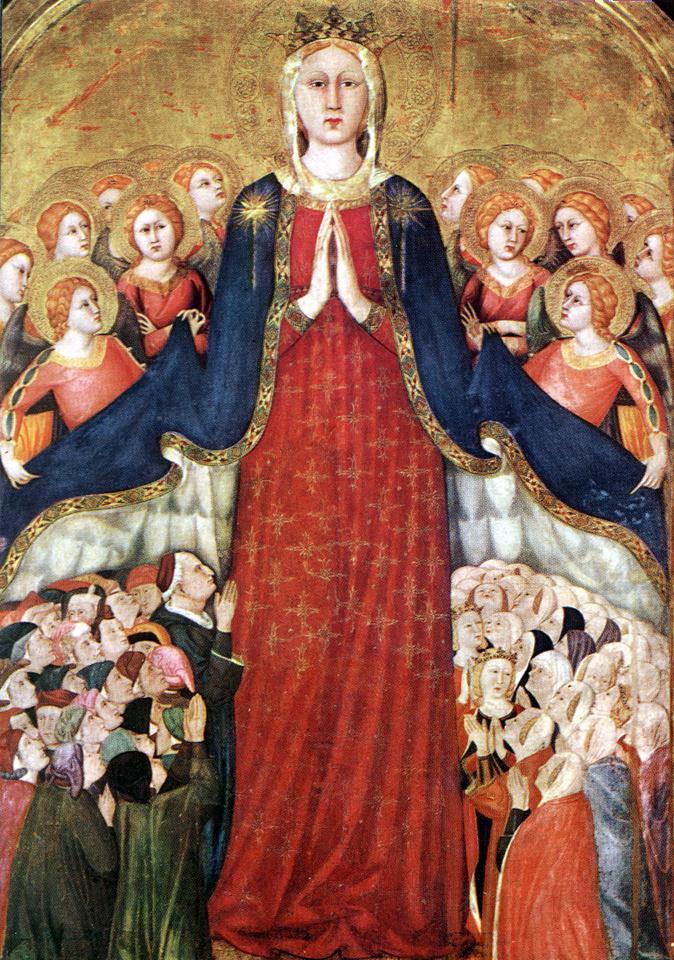
Madona ochranitelka, dóm Orvieto
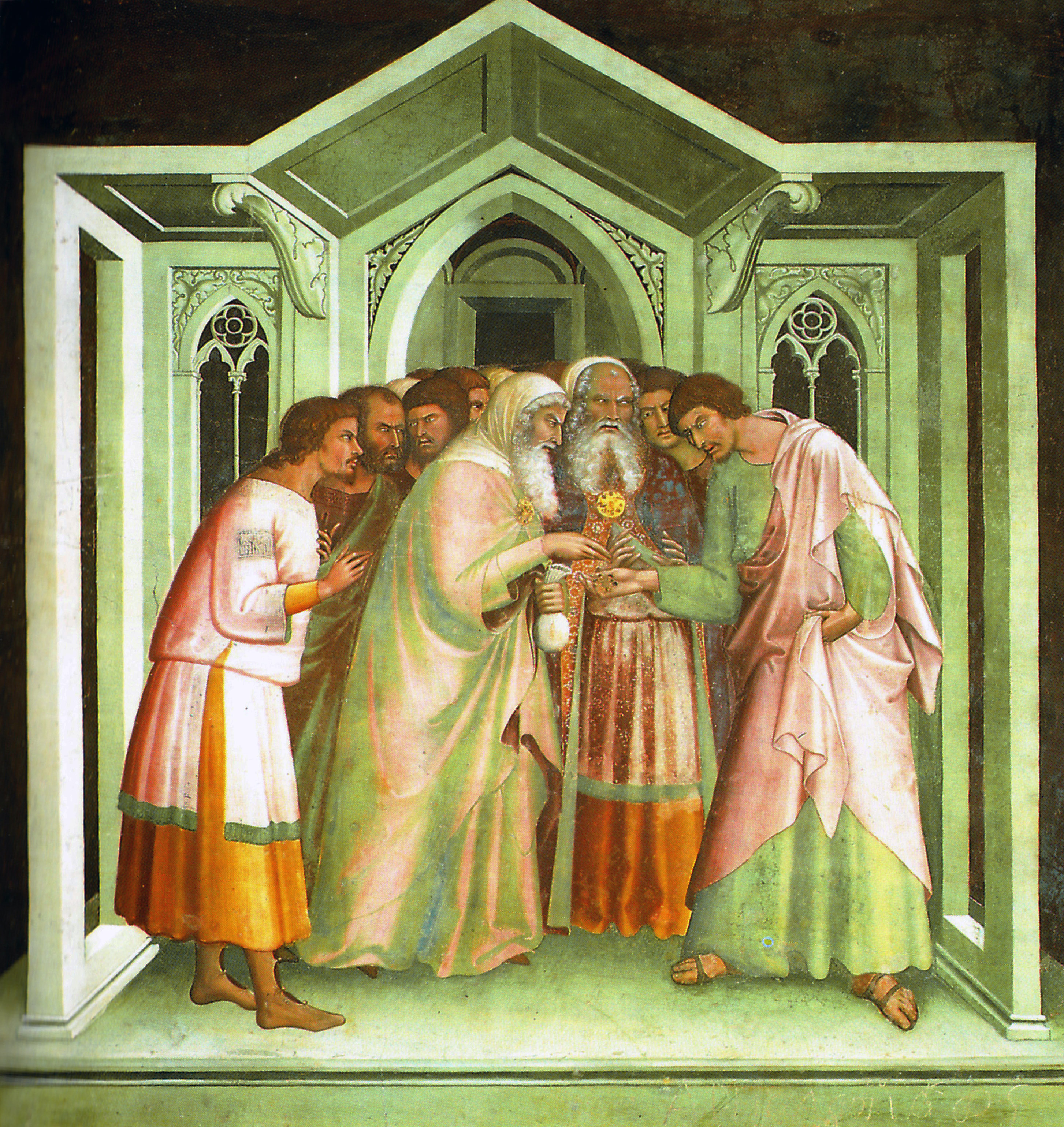
Jidáš dostává 30 stříbrných, bazilika v San Gimignanu
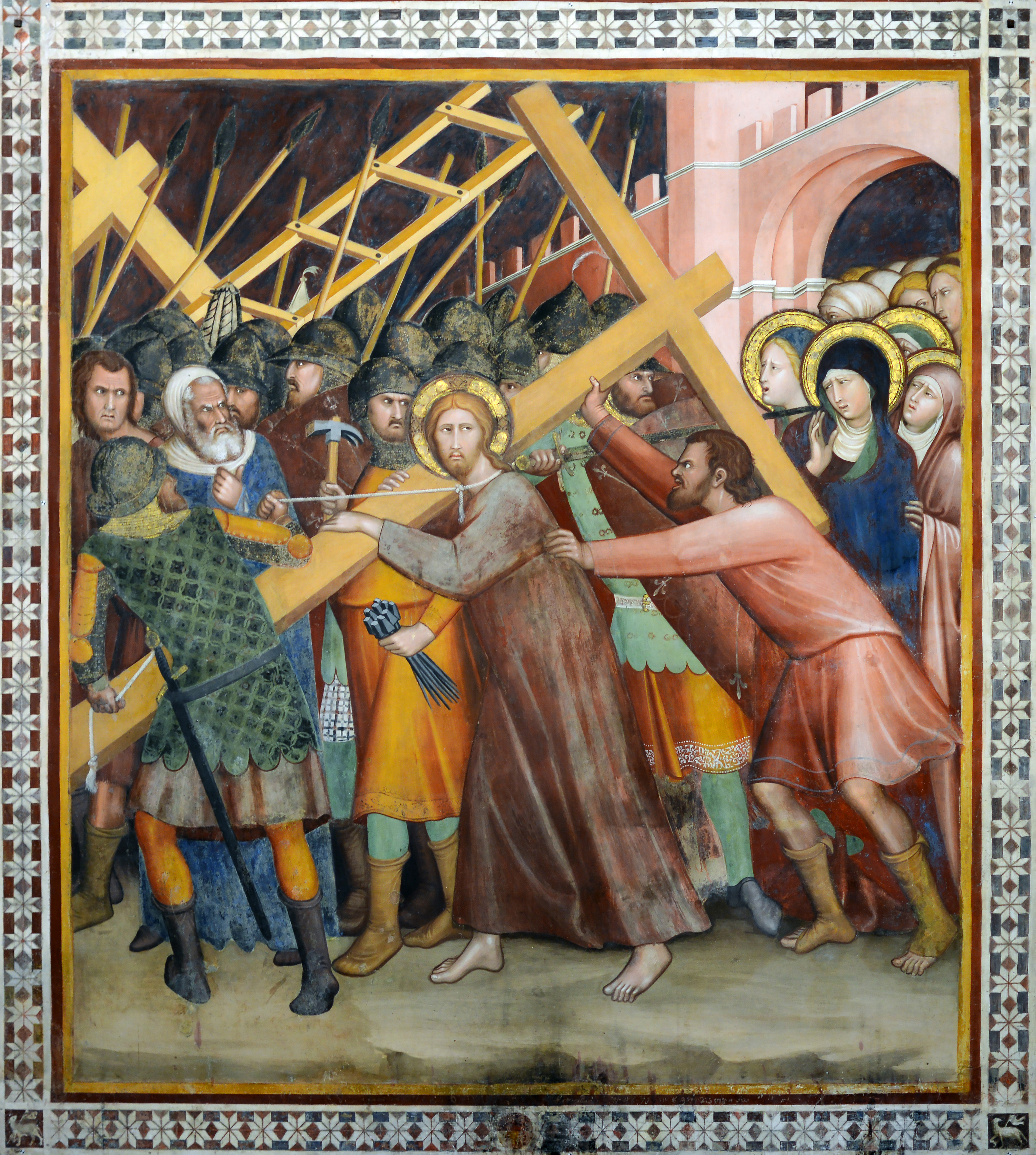
Kristus nesoucí kříž, bazilika v San Gimignanu
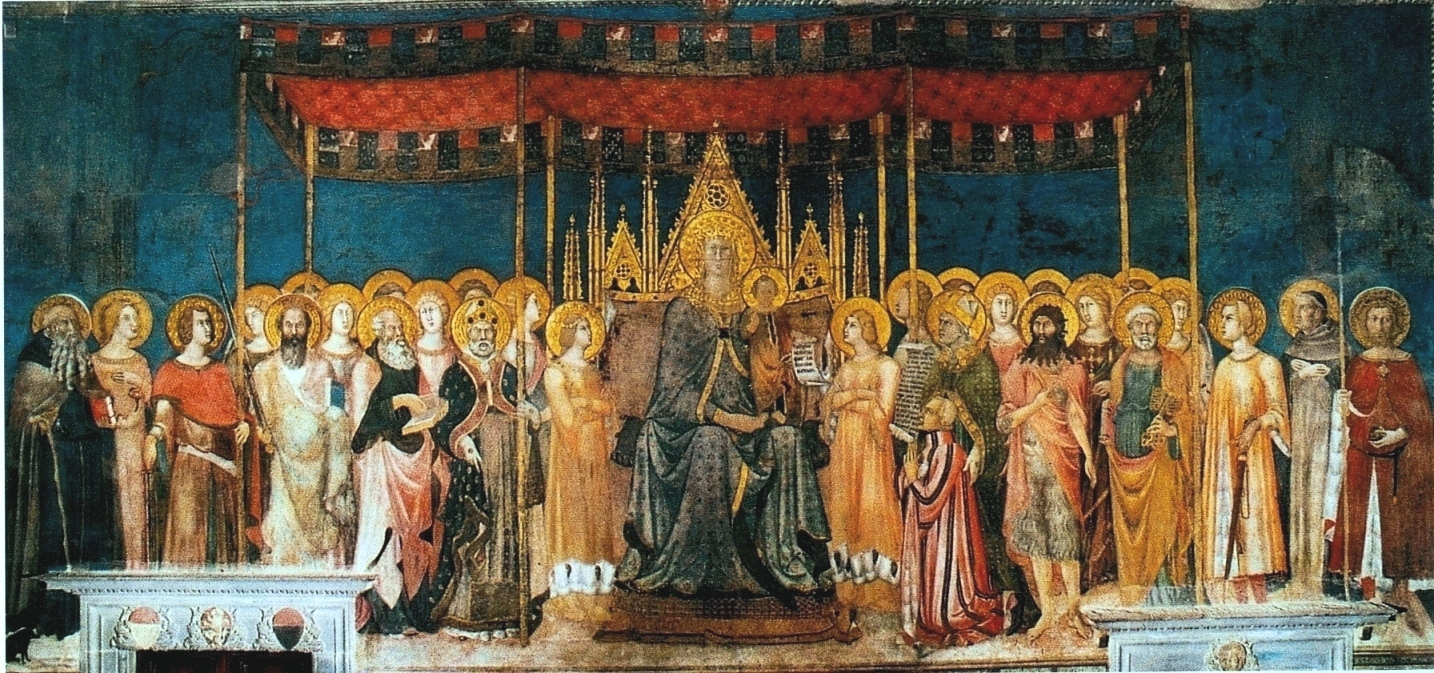
Maestà – trůnící Panna Marie s Jezulátkem mezi světci, muzeum v San Gimignanu
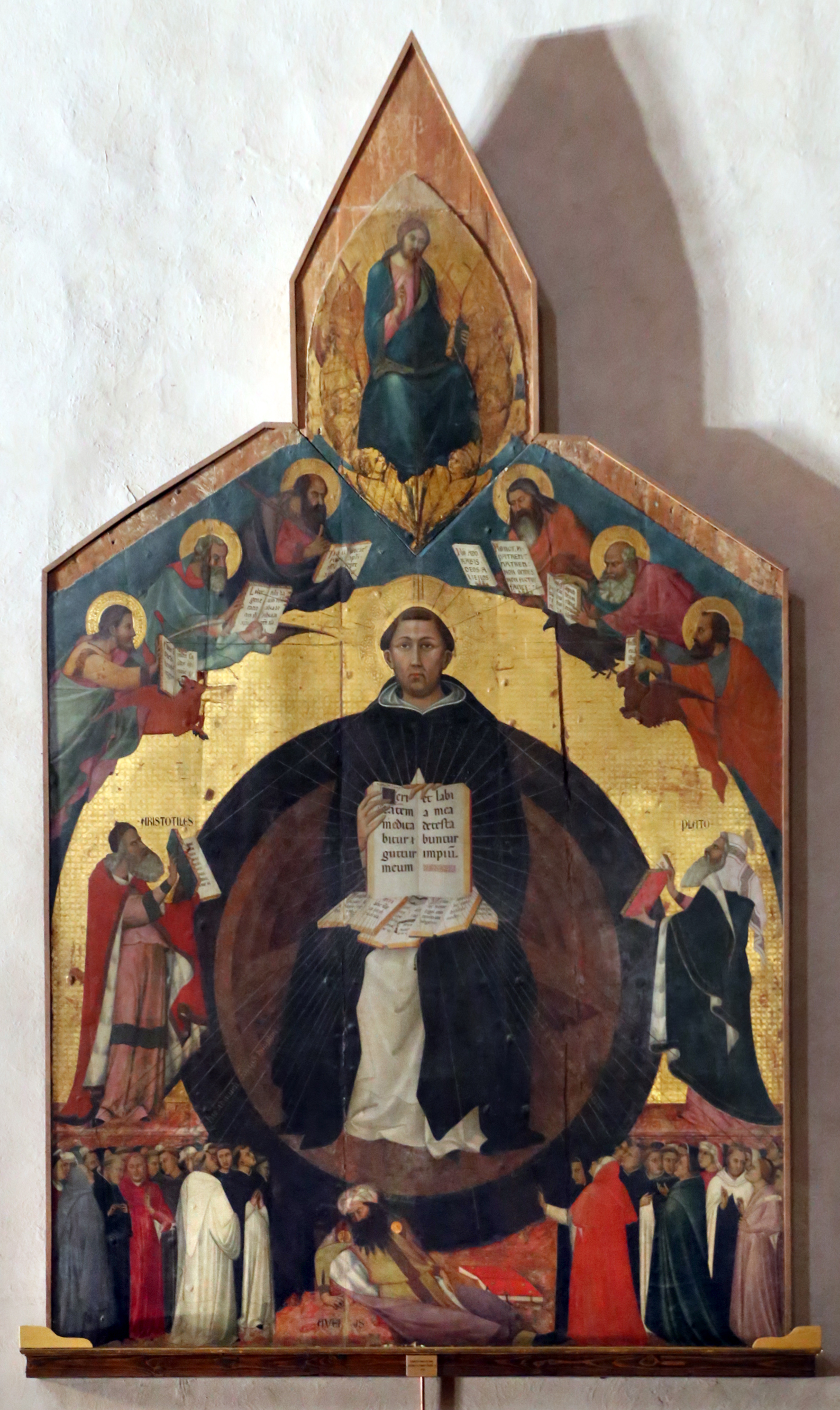
Apoteóza Tomáše Akvinského, 1323